# Ian Lowthian
Ian Lowthian - szkocki akordeonista, ukończył londyńską szkołę muzyczną Royal Academy of Music.  Jako muzyk studyjny nagrywał między innymi z Markiem Knopflerem